# ابراهیم یزدی
ابراهیم یزدی (۳ مهر ۱۳۱۰ در قزوین ، شاهنشاهی پهلوی ایران – ۵ شهریور ۱۳۹۶ در ازمیر ، جمهوری ترکیه) داروساز و سیاستمدار ایرانی بود که به‌عنوان عضو شورای انقلاب اسلامی، وزیر خارجه و معاون نخست‌وزیر در دولت موقت انقلاب، نماینده شهر تهران در مجلس اول و دبیرکل نهضت آزادی ایران فعالیت داشت. یزدی در دوران اقامت رهبر انقلاب روح‌الله خمینی در نوفل‌لوشاتو، فرانسه از مشاوران او بود. او پس از پیروزی انقلاب ۱۳۵۷ ایران، به همراه روح‌الله خمینی به ایران بازگشت.
یزدی از سال ۱۳۳۹ به همراه خانواده‌اش در آمریکا زندگی می‌کرد و به شهروندی این کشور درآمده بود. او در بهمن ۱۳۵۷ به دستور خمینی به عضویت نهادی به نام شورای انقلاب اسلامی ایران درآمد. صادق خلخالی ادعا می‌کند ابراهیم یزدی بازپرس دادگاه انقلاب در زمان محاکمهٔ ژنرال‌های ارتش شاهنشاهی ایران بود و با آغاز به کار دولت موقت انقلاب به سمت «معاون نخست‌وزیر در امور انقلاب» برگزیده شد. وی برای مدتی به عنوان سرپرست مؤسسه کیهان منصوب شد و پس از استعفای کریم سنجابی از وزارت امور خارجه ایران، به عنوان وزیر امور خارجه دولت موقت انقلاب معرفی شد. در دوران وزارت او، ایران از پیمان سنتو خارج شد. در فاصله کوتاهی پس از آغاز بحران گروگان‌گیری در سفارت آمریکا، دولت موقت به نخست‌وزیری مهدی بازرگان در اعتراض به ناتوانی دولت و کنترل گروه‌های خودسر استعفا داد. وی سپس در سال ۱۳۵۸، نماینده مردم تهران در دوره اول مجلس شورای اسلامی شد، اما پس از آن، صلاحیت‌اش برای نامزدی در انتخابات دوره‌های بعدی مجلس شورای اسلامی، توسط شورای نگهبان قانون اساسی، ظاهراً با استناد به اظهارات خمینی علیه نهضت آزادی، رد شد.
یزدی در نامه‌ای به تاریخ ۲۴ بهمن ۱۳۶۹ خطاب به احمد خمینی نوشت: «شما خوب می‌دانید که 'برنامهٔ سیاسی و اجرایی' آقای خمینی را من تنظیم کرده و ایشان تصحیح و تنقیح نمودند، که بعدها بر طبق آن شورای انقلاب و دولت موقت… تأسیس گردید. شما به کسی این اتهامات پوچ و بی‌اساس را زده‌اید که طراح و مؤسس سپاه پاسداران بوده است، طراح و مبتکر «روز قدس» بوده است، طراح اصلی و اولیه برخی دیگر از نهادهای انقلاب بوده است». او پس از کنار گذاشته شدن از مناصب حکومتی، بارها به دلایل مختلف زندانی شد و آخرین بار از تاریخ ۹ مهر ۱۳۸۹ تا ۲۹ اسفند ۱۳۸۹ خورشیدی در زندان بود.

## زندگی شخصی
ابراهیم یزدی در مهر سال ۱۳۱۰ در یک خانواده مذهبی در قزوین به دنیا آمد؛ در سال ۱۳۱۶ همراه خانواده به تهران مهاجرت کرد و در خیابان ری پرورش یافت. مولود خانلری نام و نام خانوادگی پدر او را سید محمد قزوینی عنوان کرده است.
او مدتی طولانی به همراه همسر و فرزندانش در شهر هیوستون ایالت تگزاس زندگی می‌کرد. او و همسرش در سال ۱۹۷۱ شهروند ایالات متحده شدند. رسانه‌ای شدن این امر در بحبوحه انقلاب در نشریات آمریکا خبرساز شد.
یزدی شش فرزند داشت: خلیل، دکترای اقتصاد دارد و رئیس یک شرکت مشاوره ای‌تی در آمریکاست. فرزند دوم سارا است که پزشکی خوانده و متخصص سالمندان و مدیر یک بخش در بیمارستانی در ایالت پنسیلوانیا است. سومین فرزند، لیلا است که روان‌شناسی خوانده و مدتی تدریس می‌کرد و در ترکیه زندگی می‌کند. این سه نفر در ایران به دنیا آمدند. فرزندان دیگر: یوسف دارای دکترای مهندسی پزشکی و استاد دانشکده پزشکی دانشگاه جانزهاپکینز، مریم پزشک و ایمان مهندس مواد هستند.

## تحصیلات
ابراهیم یزدی پس از پایان تحصیلات ابتدایی در مدرسه‌های مولوی و ادب در تهران، دوره دبیرستان را در دارالفنون طی نمود، سپس در ۱۳۳۲ دانشجوی رشته داروسازی دانشگاه تهران شد، او پس از فارغ‌التحصیلی به پیشنهاد برادرش در سال ۱۳۳۹ وارد ایالات متحده آمریکا گردید و در رشته مهندسی موادغذایی در مؤسسه فناوری ماساچوست (MIT) مشغول به تحصیل شد اما به‌علت عدم آشنایی با مباحث مهندسی آن را نیمه‌کاره رها کرد.
وی پس از MIT، محقق علمی دانشکده پزشکی بیلر در تگزاس شد و پس از مدتی دکترای بیوشیمی خود را از این دانشکده دریافت نمود. او در هنگام تحصیل با بخش آسیب‌شناسی و فارماکولوژی دانشکده پزشکی بیلر همکاری می‌کرد. در این مدت او تحقیقاتی در مورد سرطان کرد و مقالات پژوهشی مهمی در این زمینه در نشریات تخصصی پزشکی به چاپ رساند.

## فعالیت‌های مذهبی

یزدی در حال خواندن نماز میت بر پیکر علی شریعتی به امامت سید موسی صدر، خرداد ۱۳۵۶

ابراهیم یزدی در خلال زندگی در ایالات متحده، هنگامی که در دانشگاه «بیلور» درس می‌خواند به تأسیس انجمن اسلامی دانشجویان آمریکا و کانادا، انجمن اسلامی پزشکان آمریکا و کانادا پرداخت.
او مؤسس اولین مسجد شهر هوستون تگزاس بود و همچنین از مؤسسان «جامعه مسلمانان هوستون»و نخستین رئیس آن به‌شمار می‌رود که بزرگ‌ترین سازمان اسلامی در آمریکا به‌شمار می‌آید. وی عضو هسته مرکزی بسیاری از تشکلهای دانشجویی مسلمان در آمریکا بوده است. تعدادی از آنان حال جزو رهبران و دولتمردان برجسته کشورهای مسلمان دنیا به‌شمار می‌روند. همانند رجب طیب اردوغان رئیس‌جمهور ترکیه، ماهاتیر محمد نخست‌وزیر مالزی، وان عزیزه وان اسماعیل معاون وی، حسن الترابی از دولتمردان سودان و عزالدین عراقی از فعالان دموکرات در عراق هستند. او متناوباً کلاسهای قرآن هفتگی در منزل خود برگزار می‌کرد و جزوات و کتابهای اسلامی زیادی منتشر کرده است.

## فعالیت سیاسی پیش از انقلاب
ابراهیم یزدی فعالیت سیاسی خود را با عضویت در نهضت خداپرستان سوسیالیست در سال ۱۳۲۶ شروع کرد. با شروع نخست‌وزیری محمد مصدق او به سلک طرفداران نهضت ملی شدن صنعت نفت درآمد و با وقوع کودتای ۲۸ مرداد و شروع به کار نهضت مقاومت ملی به رهبری سید رضا زنجانی، عضو این نهضت شد. او در کمیته‌های دانشگاه، شهرستانها، انتشارات، سیاسی و اجرایی فعال و همچنین عضو هیئت تحریریه و ناشر روزنامهٔ «راه مصدق» بود.
در سال ۱۳۳۹ و با فعال شدن دوباره جبهه ملی (دوم) به عضویت کمیته انتخابات این جبهه درآمد. او در این سال به آمریکا مهاجرت کرد و از سال ۱۳۴۰ تا سال ۱۳۴۴ به عنوان دبیر شورای مرکزی جبهه ملی ایران، شاخه آمریکا و عضو هیئت اجرایی و مسئول تشکیلات جبهه، عضو هیئت تحریریه مجله «اندیشه جبهه» ارگان جبهه ملی فعالیت می‌کند. در زندگی‌نامهٔ منتشره از سوی کمیته انتخابات نهضت آزادی آمده است در این مسئولیت‌ها او با چمران، شایگان، نخشب همکاری می‌کرد.
با تأسیس نهضت آزادی ایران در سال ۱۳۴۰ او به همراه مصطفی چمران، علی شریعتی و صادق قطب‌زاده به تأسیس شاخه‌های اروپا و آمریکای این نهضت مبادرت می‌ورزد و به عنوان رئیس شورای مرکزی نهضت آزادی ایران در خارج از کشور انتخاب می‌شود. او همچنین مسئولیت انتشار ماهنامه پیام مجاهد ارگان نهضت آزادی ایران خارج از کشور را هم بر عهده داشته است.
او در سال ۱۳۴۴ مسئولیت رهبری سازمان مخصوص اتحاد و عمل (سماع) را بر عهده داشته است و با همکاری مصطفی چمران و محمد توسلی به تأسیس اولین پایگاه آموزش جنگ‌های مسلحانه ابتدا در مصر و سپس در جنوب لبنان مبادرت می‌ورزد. وی از اردیبهشت ۱۳۵۴ اجازه اخذ و مصرف وجوهات شرعی را از سید روح‌الله خمینی دریافت کرد.

## انقلاب اسلامی

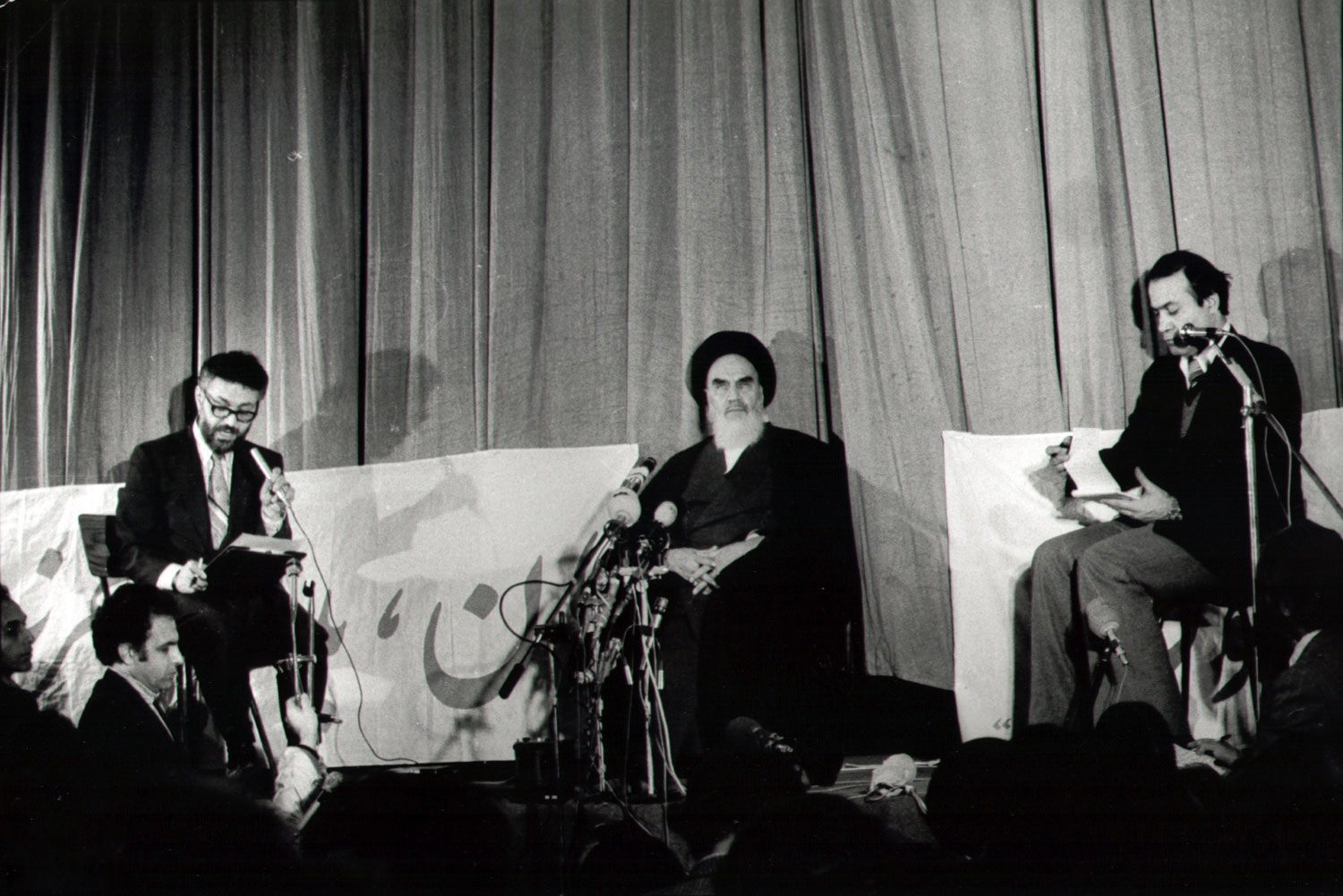
یزدی، خمینی و قطب‌زاده در سالن تئاتر مدرسه علوی، ۱۳ بهمن ۱۳۵۷. یزدی هنگام حضور خمینی در فرانسه و پس از ورود او به ایران به هنگام گفت و شنودهای مطبوعاتی با رسانه‌های خارجی، مترجم وی بود

او در هنگام اخراج روح‌الله خمینی از عراق و امتناع دولت کویت از پذیرش روح‌الله خمینی و هیئت همراه به او پیشنهاد مهاجرت به فرانسه را می‌دهد و با همکاری صادق قطب زاده خانه‌ای در نوفل لوشاتو به این منظور تهیه می‌شود. او در این مدت از مشاوران ارشد روح‌الله خمینی بوده است. سید روح‌الله خمینی در نامه‌ای از زحمات او در مدت اقامت در فرانسه تقدیر کرده است.

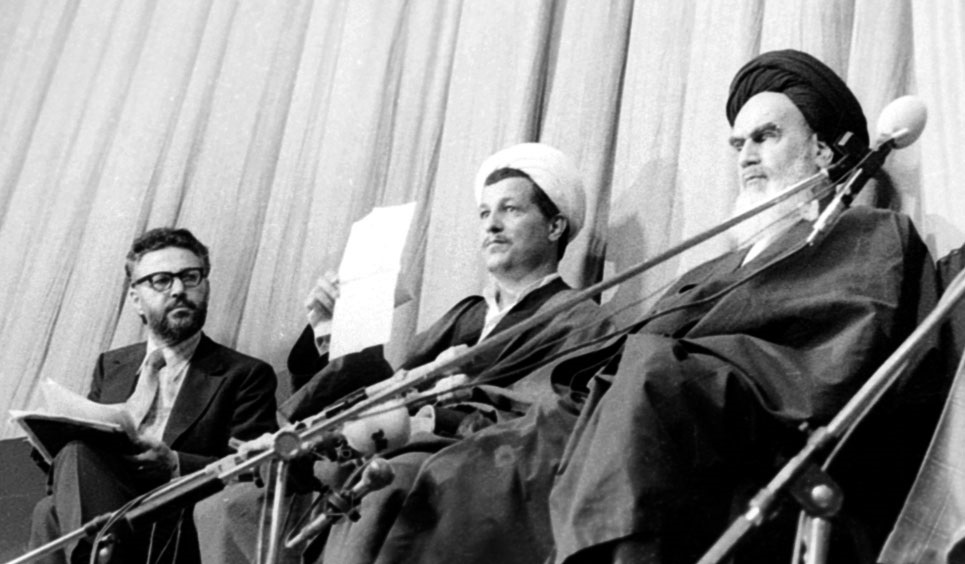
یزدی، هاشمی رفسنجانی و خمینی در مراسم انتصاب مهدی بازرگان به عنوان نخست‌وزیر دولت موقت، ۱۵ بهمن ۱۳۵۷

ابراهیم یزدی همراه با روح‌الله خمینی از فرانسه به ایران آمد. با تشکیل شورای انقلاب، او به عضویت این شورا برگزیده می‌شود و با شروع دولت موقت مهدی بازرگان، او نخست به عنوان معاون نخست‌وزیر در امور انقلاب و سپس پس از استعفای کریم سنجابی از پست وزارت امور خارجه به عنوان وزیر خارجه دولت انتخاب می‌شود. در آذر۵۸ طی حکمی از سید روح‌الله خمینی مأمور به رسیدگی مشکلات استان‌ها شد. او در سال‌های ۵۸ و ۵۹ سرپرستی مؤسسه کیهان را بر عهده داشت.
او همراه با استعفای مهدی بازرگان از دولت کناره‌گیری کرد. با برگزاری انتخابات مجلس شورای ملی در این انتخابات از تهران کاندیدا شد و در دور اول انتخابات به نمایندگی مجلس انتخاب شد. وی در مجلس اول شورای ملی (اسلامی) عضو کمیسیون‌های تحقیق، امور خارجه، بهداشت و درمان و بازرگانی خارجی بوده است.

## پاسپورت آمریکایی
او در مصاحبه ای که در ۴ اردیبهشت ۱۳۵۸ در روزنامه اطلاعات چاپ شد صراحتاً گفت گذرنامه خارجی دارد چون آن را برای سفر به کشورهای مختلف نیاز داشته است چون گذرنامه ایرانی او را توقیف کرده بودند.

## ماجرای لغو قراردادهای نظامی

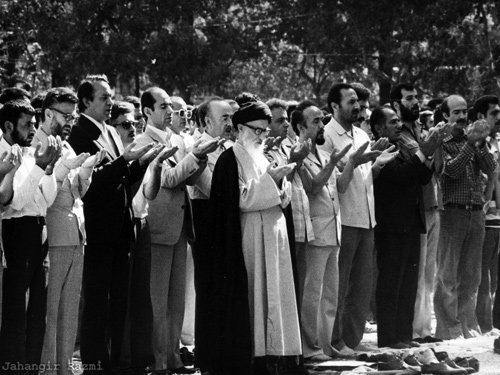
ابراهیم یزدی (نفر دوم از سمت چپ) در نخستین نماز جمعه پس از انقلاب به امامت سید محمود طالقانی در ۵ مرداد ۱۳۵۸. دیگر شرکت کنندگان :قطب زاده، هاشم صباغیان، احمد صدر حاج سید جوادی

وی در سمت وزیر امور خارجه وقت ایران دربارهٔ علل و عواملی که باعث شد تا دولت موقت مسئله فروش هواپیماهای فوق را مطرح کند در مصاحبه‌ای با روزنامه کیهان گفته بود:
«چنان‌که می‌دانید بغیر از نیروی دریایی آمریکا هیچ کشوری هواپیمای اف- ۱۴ ندارد مگر ایران؛ و سیستم پرواز این هواپیما بسیار پیچیده است و حتی موشکهایی که این هواپیما حمل می‌کند هنوز آزمایش نشده و به‌طور کلی بکار انداختن این هواپیماها برای خود آمریکا هم بسیار مشکل است… در مورد هواپیمای اف- ۱۴ و بررسی جمیع جوانب امر چنین نتیجه گرفتیم که نمی‌توانیم هواپیمای اف – ۱۴ را نگهداریم زیرا نگهداری آن‌ها باعث تشدید و استمرار وابستگی ما به آمریکا می‌شود»
همچنین در مصاحبه دیگری با نشریه تایم گفته بود: «در مورد جنگنده‌های اف – ۱۴ ما از چندی پیش با مقامات آمریکایی وارد مذاکره شده‌ایم. هدف نهایی ما از این مذاکرات، فروش کلیه این جنگنده‌ها که شامل ابزار و آلات مربوط به این هواپیما نیز خواهد بود، می‌باشد»
در جلسه مورخ ۲۱ مرداد ۵۸ شورای انقلاب، بهشتی قاطعانه با فروش هواپیماهای اف – ۱۴ به آمریکا مخالفت کرده و تأکید می‌کند که دولت موقت بدون اجازه شورای انقلاب حق چنین کاری را ندارد.
وی همچنین در چهارمین روز از تشکیل دولت موقت اعلام می‌کند که «دولت ایران یک طرفه قراردادهایش را با آمریکا فسخ کرد.» که از جمله این قرار دادها تحویل F16های خریداری شده از آمریکا بود. شاپور آذربرزین در کتاب خاطراتش تحت عنوان «فرماندهی و نافرمانی» می‌نویسد:

دیدار یزدی و فیدل کاسترو در سال ۱۳۵۷

چهارمین روز نخست‌وزیری بازرگان بود، مرا هم دعوت به کار کرده بود که ضمن اینکه فرمانده نیروی هوایی باشم، مشاور عالی نخست‌وزیر در امور دفاع و امنیت ملی هم باشم. صبح داشتم می‌رفتم اداره، دیدم که دکتر یزدی در رادیو اعلام کرد که دولت ایران تمام قراردادهایش را با دولت آمریکا فسخ کرد. بقیه که می‌شنوند چیزی نمی‌گویند و می‌گویند بارک الله! اینها نمی‌دانند که چه خبر شده، نخست‌وزیر هم نمی‌داند چه شده، هیچ‌کس نمی‌دانست.
تلفن را برداشتم و به بازرگان گفتم که شما خبر را شنیدی؟ گفت چه خبر؟ گفتم الان یزدی اعلام کرد که دولت ایران یک طرفه قراردادهایش را با آمریکا فسخ کرد. گفتم این مسئله فقط در مورد نیروی هوایی نزدیک به ده میلیارد دلار خسارت می‌شود. حالا من در مورد نیروی زمینی و بقیه نمی‌دانم.
ابراهیم یزدی در جوابیه‌ای سخنان آذربرزین را تکذیب کرد و لغو قرارداد فوق و اقلام نظامی بیشتری را با شرح جزئیات کامل به دولت بختیار نسبت داد. او در این جوابیه می‌نویسد: «یک روز قبل از معرفی آقای مهندس بازرگان به عنوان نخست‌وزیر، دولت بختیار طی تفاهم‌نامه‌ای نه تنها قرارداد خرید هواپیماهای اف ۱۶ بلکه اقلام دیگری را هم لغو کرد، که اخبار آن در روزنامه‌های یومیه ایران منتشر شد و در منابع متعدد هم دربارهٔ آن نوشته شده است.»

## ماجرای اعدام فرماندهان ارتش شاهنشاهی
پس از پیروزی انقلاب و دستگیری تعدادی از سران و مقامات امنیتی، نظامی و سیاسی پهلوی وی در کنار مهدی بازرگان برای جلوگیری از اعدام دستگیرشدگان تلاش می‌کند. و به گفته خلخالی به آنان «در باغ سبز نشان می‌داد» صادق خلخالی در این باره در خاطرات خود می‌گوید:
از جمله کسانی که در همه کارها دخالت می‌کرد و بازپرس شده بود؛ ابراهیم یزدی بود که در دولت موقت اول معاون نخست‌وزیر و سپس وزیر امور خارجه شد.
.... ابراهیم یزدی در طبقه سوم مدرسه رفاه که من هم آنجا بودم، نصیری و رحیمی را به محاکمه کشید. آن‌ها با وجود اینکه می‌دانستند که من از طرف امام به عنوان قاضی و حاکم شرع معرفی شده‌ام به این امر توجه نمی‌کردند، خودشان می‌بریدند و می‌دوختند و در باغ سبز نشان می‌دادند.
تلویزیون هم جریان را ضبط می‌کرد و ما هم نظاره می‌کردیم. سرانجام کاسه صبرم لبریز شد و مستقیماً به خدمت امام رفتم و عرض کردم: ابراهیم یزدی می‌گوید که جزو شورای انقلاب است و نمی‌گذارد من به کارها رسیدگی کنم. او در همه کارها مداخله می‌کند و مانع کار ما می‌شود.
امام فرمود: او جزو شورای انقلاب نیست و زورش هم به تو نمی‌رسد اگر آمد آنجا یقه او را بگیر! (سپس امام یقه مرا گرفت و گفت اینجوری) پس از بیانات امام من با قدرت تمام به مدرسه رفاه برگشتم. ابراهیم یزدی در کارها مداخله می‌کرد … من می‌خواستم در آن شب ۲۴ نفر را اعدام کنم. چشم همه آن‌ها را بسته بودیم؛ اما این آقایان دائماً این پا و آن پا کردند می‌رفتند و می‌آمدند و من هم خون دل می‌خوردم.
فردای آن شب که نصیری، ناجی، رحیمی و خسروداد اعدام شدند بازرگان مصاحبه مطبوعاتی تشکیل داد و با کمال تعجب اعلام نمود: ما از وضع دادگاه‌های انقلاب کوچک‌ترین اطلاعی نداریم.

مسعود بهنود می‌گوید در شب اول انقلاب خلخالی قصد داشت ۳۰ نفر را اعدام کند که با پایداری یزدی فقط ۴ نفر اعدام شدند و در نهایت ۲۰ نفر از آن‌ها جان به در بردند و اکنون (۱۳۹۰) هنوز سه تن از آن‌ها زنده‌اند.
خلخالی رهبران نهضت آزادی را مانع اعدام زندانیان دانسته و می‌گوید در هنگام اعدام هویدا تلفن‌های زندان اوین را قطع کرده بود تا آنان مانع از اعدام نشوند.
ابراهیم یزدی در گفتگویی تصویری نقش خود در اعدام امرای ارتش را تکذیب می‌کند و ماجرای آن شب را این‌گونه روایت می‌کند:
ساعت ۹–۹:۳۰ شب بود، من منزل پدر بودم (خیابان عین الدوله- ایران فعلی رو به روی مدرسه علوی) سید حسین خمینی آمد عقب من که بابا گفتند شما بیا. رفتم دیدم گوش تا گوش آقایان نشستند. خلخالی، عراقی، اشراقی، سید احمد نراقی بودند. آقای خمینی از من پرسید «داستان چیست؟» گفتم: «من اطلاعی ندارم داستان از چه قرار است» گفت: «می‌گویند ۲۴ نفر را برده‌اند پشت‌بام مدرسه رفاه می‌خواهند اعدام کنند.» من گفتم: «چه کسانی هستند؟» آقای خلخالی که روزنامه اطلاعاتی دستش بود در حاشیه‌اش اسامی این ۲۴ نفر را نوشت و شروع کردند یکی، یکی پرسیدن. گفتم: «آقا هیچ بحثی نیست که این‌ها در آن رژیم مرتکب جنایت شدند؛ ولی قرآن و اسلام به ما می‌گوید که اگر مرغی را می‌خواهی بکشی شرایط دارد، چه طور می‌خواهید، انسان‌هایی را به هر دلیلی بکشید بدون این‌که شرایط رعایت شود.»
اول این‌که نصیری رئیس ساواک بوده باید محاکمه شود شما این را ببرید در استادیوم آزادی یک دادگاه علنی برگزار شود. در روزنامه‌ها آگهی بدهید و فرم‌هایی چاپ کنید که تمام کسانی که در طی این ۲۵ سال توسط ساواک بازداشت شدند، عزیزانشان را کشتند همه بیایند عرض حال بدهند و اعلام جرم بکنند علیه رئیس ساواک که مسئول هست، در حضور خبرنگاران نصیری سوگواری راه بیندازد. اما در برابر توضیح اول من استناد کردند به حرف‌های رحیمی. گفتند: «اینها متنبه نیستند، اینها باور نمی‌کنند انقلاب شده و احتمال هست که این‌ها بیایند مدرسه رفاه و این تشکیلات را بمباران کنند. بهتر است برای این‌که ما از آنها زهرچشم بگیریم، این چهار نفر را ببرند و اعدام بکنند.»

برای آن چهار نفر نه خلخالی حکمی صادر کرد و نه شخص دیگری، شخص آقای خمینی گفت: «من به‌عنوان حاکم شرع می‌گویم این چهار نفر را ببرید و بکشید.»
یزدی در مصاحبه ای با بی‌بی‌سی انگلیسی مشخصا از عدم وجود محاکمه عادلانه و دادگاه برای مسئولان حکومت شاه دفاع می‌کند و می‌گوید اگر لازم باشد برای کشتن آنها آدمکش استخدام می‌کند.

## گفتگو با صدام حسین

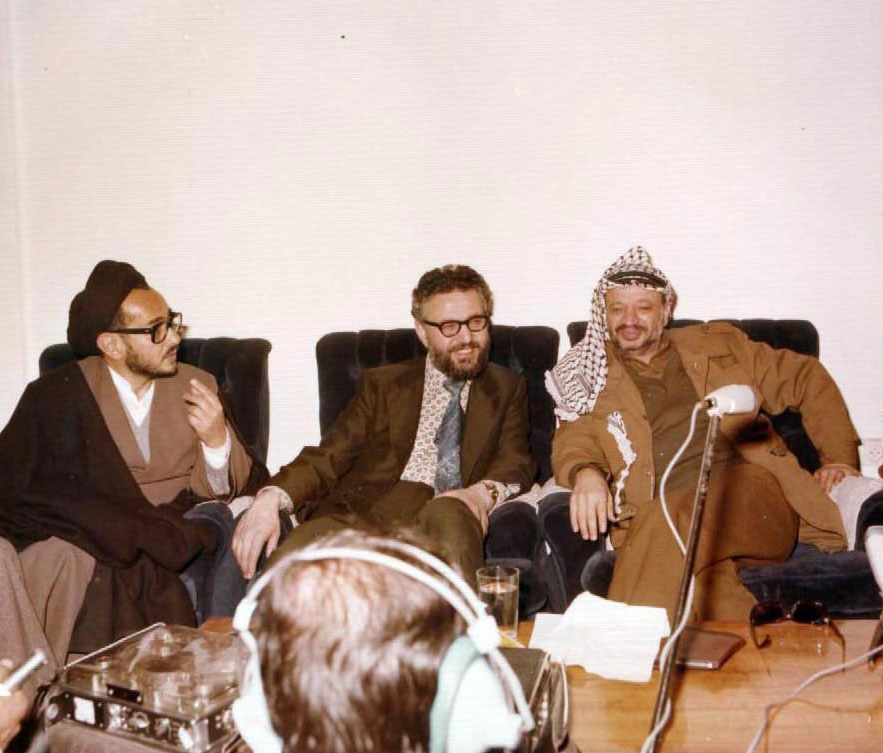
یزدی در کنار یاسر عرفات و سید عبدالکریم هاشمی‌نژاد در مشهد، بهمن ۱۳۵۷

یزدی، وزیر امور خارجه دولت موقت روز ۱۰ شهریور ۱۳۵۸ در حاشیه اجلاس سران جنبش عدم تعهد در هاوانا پایتخت کوبا، با صدام حسین، رئیس‌جمهور وقت عراق دیدار و گفتگو کرد. نشریات وقت محورهای دیدار و گفتگوی یزدی با صدام را پیرامون مسائل مربوط به خوزستان، کردستان و تبلیغات مطبوعاتی دو کشور عنوان کردند و به نقل از یزدی نوشتند فضای حاکم بر کنفرانس و صراحت در بیان مسائل از جانب دو کشور رضایت‌بخش و این دیدار، سازنده بوده است. این دیدار با وساطت و درخواست رئیس‌جمهور الجزایر در ویلای محل اقامت صدام صورت گرفت. علاوه بر صدام حسین، سفیر عراق در سازمان ملل متحد و سعدون حمادی وزیر امور خارجه عراق نیز حضور داشتند. از ایران علاوه بر یزدی، آقایان سید محمدحسین لواسانی، منصور فرهنگ و یک نفر دیگر از اعضای هیئت شرکت داشتند. یزدی ۳۵ سال پس از این دیدار، در مهر ماه ۱۳۹۳ برای نخستین بار متن کامل گفتگوی خود با صدام را منتشر کرد.

## دوران انزوای سیاسی
او در سال‌های بعد از انقلاب در ایران زندگی کرد و ریاست کمیتهٔ اجرایی، دفتر سیاسی متناوباً بر عهده داشته است و از اعضای شورای مرکزی نهضت آزادی به صورت متمادی بوده است. وی پس از درگذشت مهدی بازرگان در سال ۱۳۷۳، از سوی شورای مرکزی نهضت آزادی به سمت دبیر کلی نهضت آزادی برگزیده شد.
یزدی در سه انتخابات ریاست جمهوری کاندیدا شد. او در سال ۱۳۶۴ به همراه مهدی بازرگان و احمد صدر حاج سیدجوادی، در سال ۱۳۷۶ به همراه عزت‌الله سحابی و علی‌اکبر معین فر به دعوت یدالله سحابی در انتخابات نام‌نویسی کرد که رد صلاحیت شد. وی همچنین در سال ۱۳۸۴ درحالی‌که رد صلاحیتش تقریباً قطعی دانسته می‌شد، از سوی نهضت آزادی ایران نامزد انتخابات ریاست جمهوری ایران (۱۳۸۴) شد. وی پس از ثبت‌نام گفت: «همه شهروندان باید به قانون «التزام» داشته باشند هر چند به آن «اعتقاد» نداشته باشند. ما به دنبال تغییر در ساختارهای حقیقی هستیم نه ساختارهای حقوقی… ما با ثبت‌نام خودمان بار دیگر به حاکمان فرصت می‌دهیم که راه حلی برای رفع بحران‌های موجود بیندیشند.» یزدی در فرم انتخاباتی خود، واژه «اعتقاد» را در عبارت «اعتقاد به مبانی قانون اساسی» خط زده و عبارت «التزام» را جایگزین کرده بود. با این حال، او در گفتگویی که با حسین دهباشی در برنامه خشت خام داشت، گفت که هیچ‌گاه در انتخابات ریاست جمهوری نامزد نشده است.

### حوادث پس از انتخابات ۱۳۸۸

#### بازداشت در سال ۱۳۸۸
نهضت آزادی در جریان حوادث پس از انتخابات ۱۳۸۸ از معترضان به نتایج انتخابات بود و ابراهیم یزدی نیز چندین بار دستگیر شد.
در تاریخ ۷ دی ۱۳۸۸ و در پی حوادث عاشورای ۱۳۸۸، مأموران امنیتی ساعت ۳ بامداد با مراجعه به منزل ابراهیم یزدی، او را بازداشت و به زندان اوین منتقل کردند. وی که از کهولت سن و سرطان پروستات رنج می‌برد و تحت درمان بود، نیاز به مراقبت مستمر پزشکی و درمانی داشت. در پی این اقدام جامعه اسلامی هوستون که شامل سیصد هزار نفر از مسلمانان است، در نامه‌ای به سید علی خامنه‌ای، محمود احمدی‌نژاد، علی لاریجانی و محمد خزاعی (نمایندهُ وقت ایران در سازمان ملل متحد)، خواهان آزادی فوری و بدون قید و شرط ابراهیم یزدی و دیگر مخالفان مسلمان شد.
همچنین فعالان ملی-مذهبی مانند ابوالفضل بازرگان، محمد بسته‌نگار، حبیب‌الله پیمان، غلامعباس توسلی، رضا رئیس‌طوسی، عزت‌الله سحابی، هاشم صباغیان، احمد صدر حاج سید جوادی، اعظم طالقانی، نظام‌الدین قهاری و علی‌اکبر معین‌فر با ابراز نگرانی از اوضاع جسمی ابراهیم یزدی، طی نامه‌ای نوشتند «به عنوان یک امر اخلاقی و صرفاً از جهت رعایت حقوق انسانی، امکان آزادی ابراهیم یزدی را با هدف ادامه درمان او فراهم کنند.» در پی صدور اجازهٔ مرخصی، وی از زندان اوین به بیمارستان برای انجام عمل قلب باز منتقل گردید.

#### بازداشت در سال ۱۳۸۹
وی مجدداً در روز جمعه ۹ مهر ۱۳۸۹ به اتهام شرکت در نماز جمعه غیرقانونی بازداشت شد. ایرنا گزارش کرد که او در حین برپایی یک نماز جمعه ویژه اعضای حزب نهضت آزادی در اصفهان، به همراه هاشم صباغیان و سید علی اصغر غروی دستگیرشده است. به گفته مقامات انتظامی این نماز جمعه به اقدام فعالان فرقه وهابیت برپا شده بود. به گزارش بی‌بی‌سی به نقل از شاهدان عینی، یزدی و صباغیان در آن روز برای شرکت در مراسم ختم یکی از اعضای نهضت آزادی به شهر اصفهان سفر کرده بودند و هنگامی که برای استراحت به منزل یکی از دوستان خود رفته بودند، بازداشت شدند. رسیدگی به پرونده نمازجمعه غیرقانونی به قاضی صلواتی سپرده شده است و او از پذیرش وکیل ابراهیم یزدی خودداری کرده است. گفتنی است که او در آن زمان سالمندترین زندانی سیاسی ایران بوده است.
بازداشت وی با اعتراضات داخلی و خارجی روبرو شد از جمله سیصد هزار تن از مسلمانان آمریکا طی بیانیه‌ای خطاب به رهبران ایران خواستار آزادی وی شدند.
همچنین بیش از ۱۳۰ روشنفکر معروف از جمله نوام چامسکی، یورگن هابرماس و اسلاوی ژیژک در نامه‌ای سرگشاده خواستار آزادی او شدند.
یزدی پس از بازداشت به خانه امن وزارت اطلاعات منتقل گردید و یک بار نیز شایعه درگذشت وی منتشرشد. عزت‌الله سحابی علت دستگیری وی را اطلاعات زیاد وی پیرامون رویدادهای انقلاب می‌داند. یزدی در ۲۹ اسفند ۱۳۸۹ از زندان آزاد شد. پس از آزادی، خبرگزاری جمهوری اسلامی مدعی استعفای او از دبیر کلی نهضت آزادی شد و چندی بعد مصاحبه‌ای را به نقل از وی منتشر کرد که خانواده‌اش و رسانه‌ها بر تحمیلی و تحریف شده بودن آن تأکید کردند.

#### بازداشت مجدد در سال ۱۳۹۰
در پی انتشار نامه‌ای به «راشد الغنوشی» رهبر جنبش تونس و امضای نامه ۱۳۴ امضایی فعالان سیاسی خطاب به محمد خاتمی از سوی یزدی، ابراهیم یزدی در ۱۱ آبان ماه ۱۳۹۰ به شعبه ۱۵ دادگاه انقلاب اسلامی احضار شد. پیش از این نیز بازجویان وزارت اطلاعات ساعت‌ها از دبیرکل نهضت آزادی بازجویی کرده بودند. او در صبح ۱۱ آبان ماه ۱۳۹۰ در شعبه ۱۵ دادگاه انقلاب اسلامی به ریاست قاضی صلواتی به سه اتهام محاکمه شد، اجتماع و تبانی علیه امنیت کشور، فعالیت تبلیغی علیه نظام جمهوری اسلامی ایران و تأسیس و هدایت نهضت آزادی ایران. ابراهیم یزدی در دی ماه ۱۳۹۰ به هشت سال زندان محکوم شد.

### انتخابات ریاست جمهوری ۱۳۹۲
او با حمایت از حسن روحانی در انتخابات ۱۳۹۲ در پاسخ به سؤال در مورد تحریم کردن انتخابات توسط او گفت: «مگر ما مفتی هستیم که فتوا بدهیم انتخابات را تحریم کنیم نهایتاً می‌توانیم بگوییم ما شرکت نمی‌کنیم.»
ابراهیم یزدی طی مصاحبه‌ای که سال ۹۳ با وی شد گفت: «از آقای روحانی انتظار معجزه نداشتیم برای اینکه آقای روحانی وارث نابسامانی‌های بسیاری است که از دولت گذشته باقی مانده است.» او در مورد رابطه با آمریکا نیز گفت: «دولت در عرصه سیاست خارجی تابوی مذاکره با آمریکا را شکسته است. باید بگویم که در عالم سیاست نه دوست دائم و نه دشمن دائم داریم و قهر نیز تا روز قیامت معنی ندارد.»

### انتخابات ریاست جمهوری ۱۳۹۶
او در این انتخابات نیز همانند انتخابات ۱۳۹۲ از حسن روحانی نامزد میانه‌رو حمایت کرد. او در این باره اعتقاد به جمهوری پنجم دارد و اینکه بقای همه ما به انتخاب روحانی وابسته است و هیچ چاره دیگری نداریم.

## مرگ

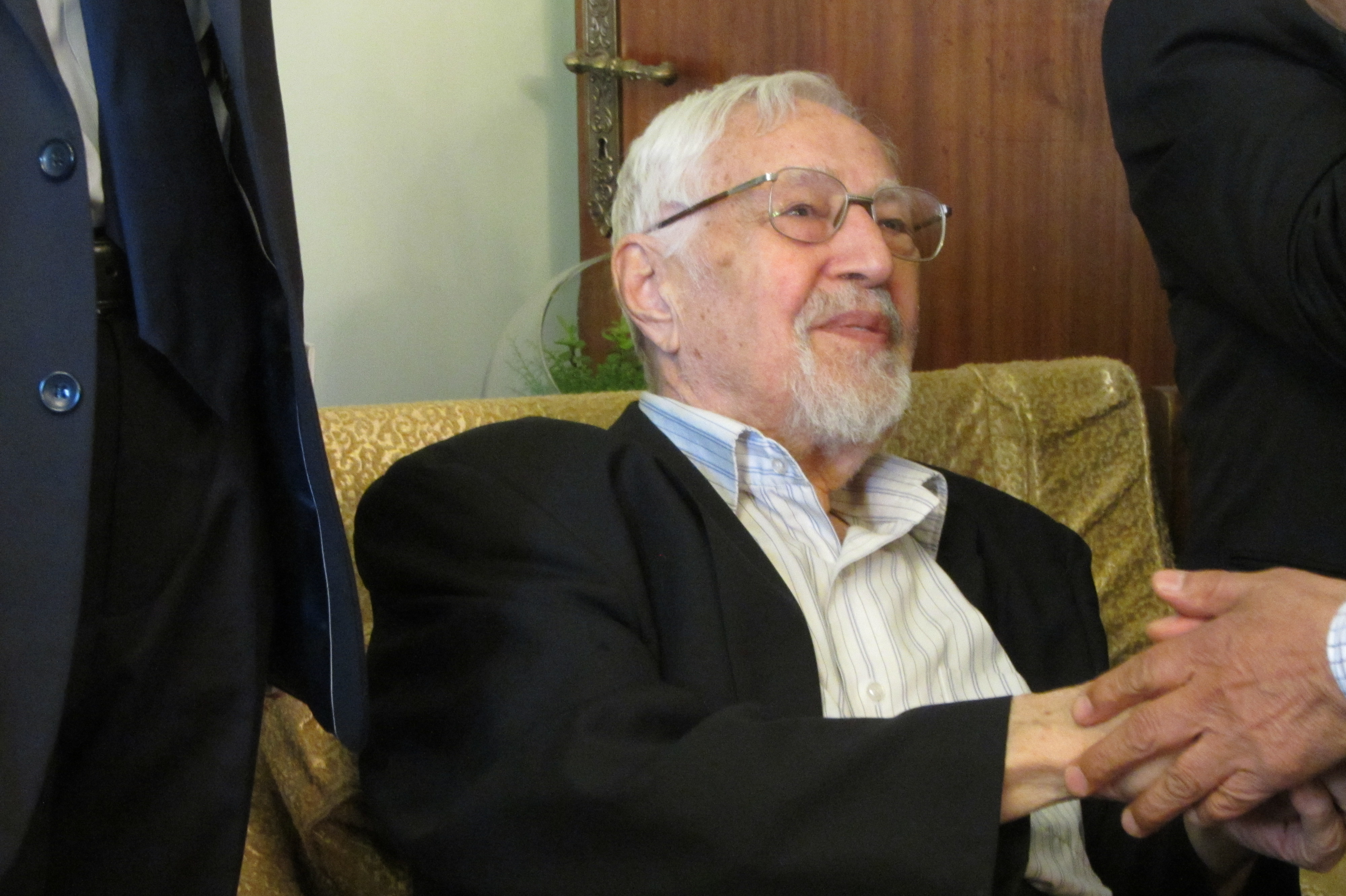
یزدی در فروردین ۱۳۹۶

وی که از کهولت سن و سرطان پروستات رنج می‌برد، بعد از زندانهای متعدد به بیماری قلبی، آلزایمر و سرطان پانکراس مبتلا شد و در سال‌های آخر عمرش تحت درمان بود. یزدی که دی ماه سال ۱۳۹۵ قصد داشت برای انجام عمل جراحی به ایالات متحده آمریکا سفر کند، با مخالفت سفارت آمریکا برای صدور روادید مواجه شد و به علت شرایط جسمانی در شهر ازمیر ترکیه تحت عمل جراحی قرار گرفت. وی در دو هفته آخر عمرش به علت وخامت حال عمومی پس از عمل جراحی بستری بوده است. وی در واپسین ساعات ۵ شهریور ۱۳۹۶، در سن ۸۵ سالگی در ازمیر، ترکیه درگذشت.
حسن روحانی رئیس‌جمهوری اسلامی ایران بلافاصله پس از اعلام خبر فوت وی این رخداد تلخ را تسلیت گفت. روحانی در این پیام از یزدی با عنوان پیشگام مبارزه با استبداد، یاد کرد. همچنین محمدجواد ظریف وزیر امورخارجه و بسیاری از چهره‌های سرشناس ایرانی در پیام‌هایی درگذشت وی را تسلیت گفته و در مراسم بزرگداشت وی شرکت کردند.
در خارج از کشور نیز مراسمی از سوی عبدالکریم سروش، برگزار شد که در آن سروش از یزدی با عنوان «یک‌پارچه وطن‌دوست، مسلمان و سیاستمداری زیرک» یاد کرد.
پس از خاکسپاری وی، عده‌ای ناشناس قبر او را در بهشت زهرا تخریب کردند.

## انتشار خاطرات
او خاطرات خود را از تولد تا اواخر دهه ۸۰ شمسی با عنوان شصت سال صبوری و شکوری به رشته تحریر درآورد که تا کنون پنج جلد آن توسط انتشارات کویر چاپ شده است.
- جلد ا: از تولد تا هجرت
- جلد ۲: هجده سال در غربت
- جلد ۳: یکصد و هجده روز در نفل لوشاتو
- جلد ۴: تأسیس نظام جدید شورای انقلاب- دولت موقت
- جلد ۵ شامل ۳ دفتر است.

## کتاب‌ها
- آخرین تلاش‌ها در آخرین روزها (گزارش تحلیلی انقلاب اسلامی سال ۱۳۵۷)
- شصت سال صبوری و شکوری (خاطرات دکتر ابراهیم یزدی)
- مبانی ژنتیک ملکولی (انتشارات اطلاعات) (۱۳۶۴)
- تغییرات جهشی در مواد ژنتیک (۱۳۶۵)
- سه جمهوری، انتشارات جامعه ایرانیان، ۱۳۷۸
- خطی در دریا (۱۳۷۹)
- با یاد پانزدهم خرداد (۱۳۵۹)
- دو مقاله دربارهٔ اقتصاد اسلامی (۱۳۵۹)
- خاک‌های رسی و پیدایش حیات (۱۳۸۰)
- نفت در جهان اسلام (۱۳۶۵)
- هفت اسفند سخنرانی چهارتن از نمایندگان مجلس شورای اسلامی (۱۳۶۰)
- مقاومت در زندان: خاطرات شادروان عباس را دنیا در سال (۱۳۴۰)
- کالبدشکافی توطئه: بررسی کودتای ۲۸ مرداد ۱۳۳۲ (۱۳۸۱)
- دکترین امنیت ملی (۱۳۸۲)
- کامیابی‌ها و ناکامی‌های مجلس اصلاحات (۱۳۸۴)
- جنبش دانشجویی ایران، از ۱۳۲۰ تا ۱۳۴۰ (۱۳۸۳)
- یادنامه دکتر چمران
- جهان شگفت‌انگیز مغز
- روشنفکری دینی و چالشهای جدید
- دانستنی‌هایی دربارهٔ سرطان پروستات
- خدا در ناخودآگاه
- بیماری‌های قلب آدمی[۲۲]

### ویدیوهای سخنرانی
- مصاحبه دربارهٔ چگونگی اعدام هویدا در یوتیوب
- مصاحبه با یزدی دربارهٔ اعدام رحیمی در یوتیوب
- بازگو کردن گفتگو با امام‌خمینی دربارهٔ جنگ ایران-عراق در یوتیوب
- سخنرانی دربارهٔ شورای نگهبان در یوتیوب